# CPKC體育場
CPKC體育場（英語：CPKC Stadium）是位於美國密蘇里州堪薩斯城的一座足球專用場地，竣工於2024年，現時為國家女子足球聯賽球隊堪薩斯城潮流的主場。
本場地的啟用日為2024年3月16日，潮流隊在此舉行2024年賽季的首場主場比賽。球場名稱來自加拿大太平洋堪薩斯城有限公司（CPKC），是由加拿大太平洋鐵路和堪薩斯城南方公司組成的一家鐵路運輸公司，該公司擁有本球場的冠名權。本球場是首座專門為職業女子足球俱樂部建造的私人投資體育場。

## 外部連結
- 官方网站

| 前任： 兒童慈善公園 | 堪薩斯城潮流主場 2024– | 繼任： 當前 |